# Hällristningarna i Eshkiolmes
Hällristningarna i Eshkiolmes i Eshkiolmesbergen i regionen Almlaty i Kazakstan är ett stort hällristningsområde med över 4 000 hällristningar. Sedan 24 september 1988 är området uppsatt på Kazakhstans tentativa världsarvslista.
Norr om ristningarna ligger ett kulligt område som skyddar platsen från vinderosion. Ristningarna skapades av personer som befolkade regionen under senare bronsåldern och början av järnåldern. Hällristningarna visar bland annat kameler med sele, kameloffer och andra domesticerade djur med herde.